# Инноко
Инноко (англ. Innoko River) — река в западной Аляске. Впадает в реку Юкон. Длина — около 805 км.
От своего истока на юге горы Клауди (англ. Cloudy Mountain) в горах Кускокуим Инноко идёт на север, затем поворачивает в юго-западном направлении и напротив поселения Холи-Кросс впадает в реку Юкон. Бо́льшая часть реки проходит по территории одноименного национального резервата дикой природы. Река Инноко целиком проходит по зоне переписи населения Юкон-Коюкук.
Топоним «Инноко» имеет северо-атабаскское происхождение. Во времена русской колонизации Аляски река в разное время также называлась Шилтонотно, Легон (или Тлегон), Чагелюк (или Шагелук) и Иттэге.